# Biblioteca Virtual de Enfermagem
A Biblioteca Virtual de Enfermagem é uma  ferramenta de pesquisa da enfermagem brasileira. Foi inaugurada no dia 12 de novembro de 2002 na sede do Conselho Federal de Enfermagem, no Rio de Janeiro. E a primeira biblioteca virtual de enfermagem da América Latina e uma das primeiras do mundo.
Tem como objetivo disponibilizar fontes confiáveis de pesquisa, informações sobre escolas de enfermagem brasileiras, órgãos de fomento e e-mail para solicitar pesquisas. Com um projeto inovador, a BVE logo passou a ser uma fonte muito utilizada, com mais de 7.000 acessos por mês.
Em 2005, a sua página foi modificada e passou a ter caráter de portal, com atualizações frequentes, a medida em que novidades apareciam na web para a enfermagem. Com esta nova ferramenta, novas seções foram disponibilizadas para a comunidade de enfermagem, como links que remetem a textos completos (artigos, manuais, e-books, entre outros), legislação de enfermagem, Código de Ética, Bancos de Teses on-line, além de terminologia médica.